# Petite Rivière Noire FC
El Petite Rivière Noire Football Club és un club de futbol de la ciutat de Tamarin, Maurici. Els seus colors són el lila i el blanc.

## Palmarès
- Copa mauriciana de futbol:[4]

2007, 2014, 2015